# JPU Records
JPU Records ist ein 2012 gegründetes Musikunternehmen aus London, Vereinigtes Königreich, das sich auf die Veröffentlichung und Vermarktung japanischer Musiker und Bands aller Musikrichtungen spezialisiert hat.

## Geschichte
Gegründet wurde das Unternehmen von Tom Smith, der selbst Fan japanischer Populärmusik ist, und einen Weg finden wollte diese ins Vereinigte Königreich zu bringen. Als Grund für die Gründung von JPU Records nannte er Schwierigkeiten bei der Beschaffung japanischer Musik im westlichen Markt.
Das Label wurde durch Zufall gegründet. Smith führte einen Underground-Musikclub, wo er mehrere Veranstaltungen selbst organisiert und als DJ gespielt hat. Dort spielte er auch populäre Musik aus Japan, was auf einen großen Anhang traf. Das Unternehmen JETRO bat Smith eine Umfrage durchzuführen, in der es darung ging, wie britische Vertriebsunternehmen auf japanische Musik reagieren würden. Später trafen sich JETRO mit diversen Vertriebslabel, die bereit wären Musiker aus Japan im Vereinigten Königreich zu vertreiben, wenn Smith ein Musiklabel gründen würde.
Das erste Album, das JPU Records in Europa veröffentlichte, war Division der Visual-Kei-Band The GazettE. In einem Interview wurde bekannt, dass Division knapp vier Mal höhere Verkaufszahlen erreichte als frühere Veröffentlichungen der Band. Auch das Nachfolgealbum Beautiful Deformity wurde über das Label veröffentlicht, bevor weitere Künstler unter Vertrag genommen wurden. Diese wurden in Boom Boom Satellites, Polysics und SPYAIR gefunden. Im Jahr 2016 wurde bekannt, dass Band-Maid, die durch das britische Metal Hammer und NEO beworben wurden, The GazettE als meistverkaufter Künstler überholt haben. Im gleichen Jahr wurde das Unternehmen von den Lesern des NEO bei den NEO Awards in der Kategorie Best Specialist Company gewählt.
Band-Maid, die 2016 unter Vertrag genommen wurden, spielten ihr allererstes Konzert in Europa im Rahmen der MCM London Comic Con im Mai des gleichen Jahres.

## Künstler
- Aldious
- Amatsuki
- Asian Kung-Fu Generation
- Band-Maid
- Bed In
- Boom Boom Satellites
- Crystal Lake
- Dempagumi.inc
- Ena Fujita
- FEMM
- Flow
- The GazettE
- The Idol Formerly Known As Ladybaby
- Kemuri
- Ling Tosite Sigure
- Lovebites
- Lyrical School
- Man with a Mission
- Mary’s Blood
- Nemophila
- Nogod
- PassCode
- Polysics
- Scandal
- SPYAIR
- Sumire Uesaka

## Auszeichnungen
- NEO Awards
  - 2015: Best Specialist Company (Gewonnen)
  - 2016: Best Specialist Company (Gewonnen)